# 에드몬토사우루스
에드몬토사우루스(Edmontosaurus)는 백악기 후기(약 7,500만년~6,000만년 전) 오늘날의 북아메리카 대륙 서부에 서식했던 조각하목의 초식공룡이다. 에드몬토사우루스의 학명은 최초 화석이 발견된 캐나다 앨버타주의 에드몬토에서 유래한다. 에드몬토사우루스의 몸 전체 크기는 약 13m 정도이고, 체중은 14t이나 나갔을 것으로 추정되지만 크기는 최대 14m,15t인 티라노사우루스보다 작다. 이빨은 최대 2000개가 있고, 이것으로 판단해 볼 때 입속에서 앞뒤로 음식물을 움직이면서 먹는 것이 가능했을 것으로 추측된다.

## 사진

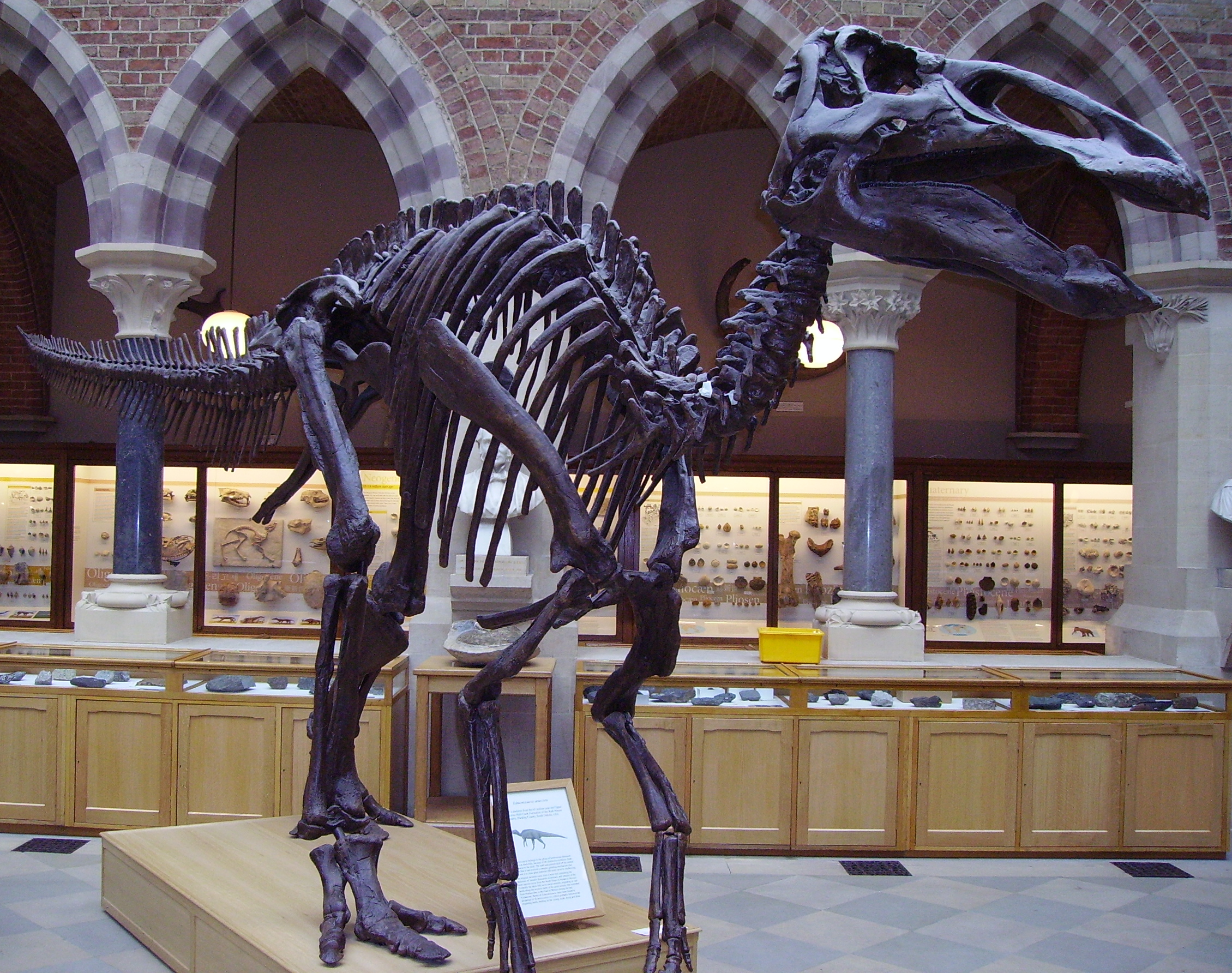
전체 골격
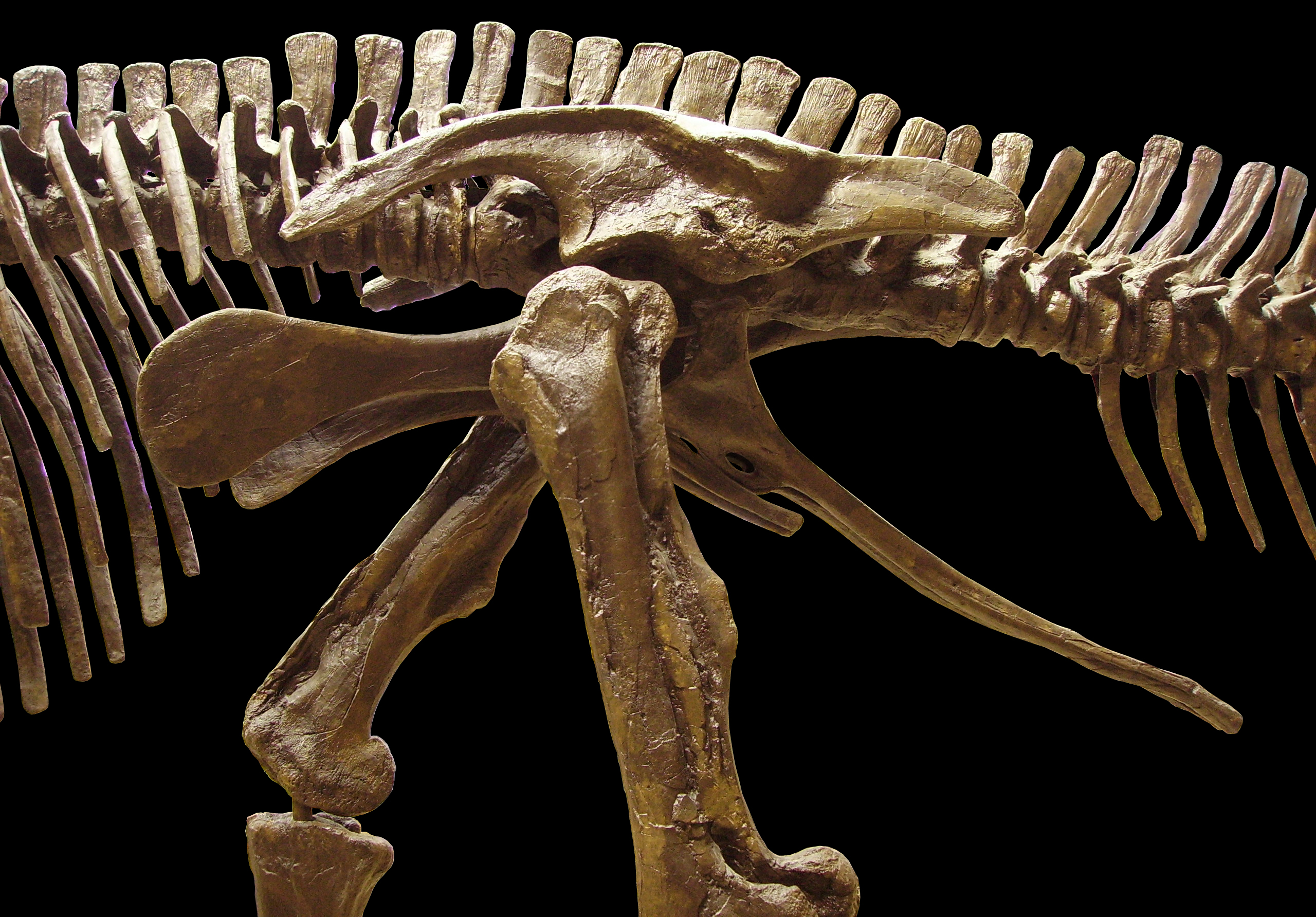
골반
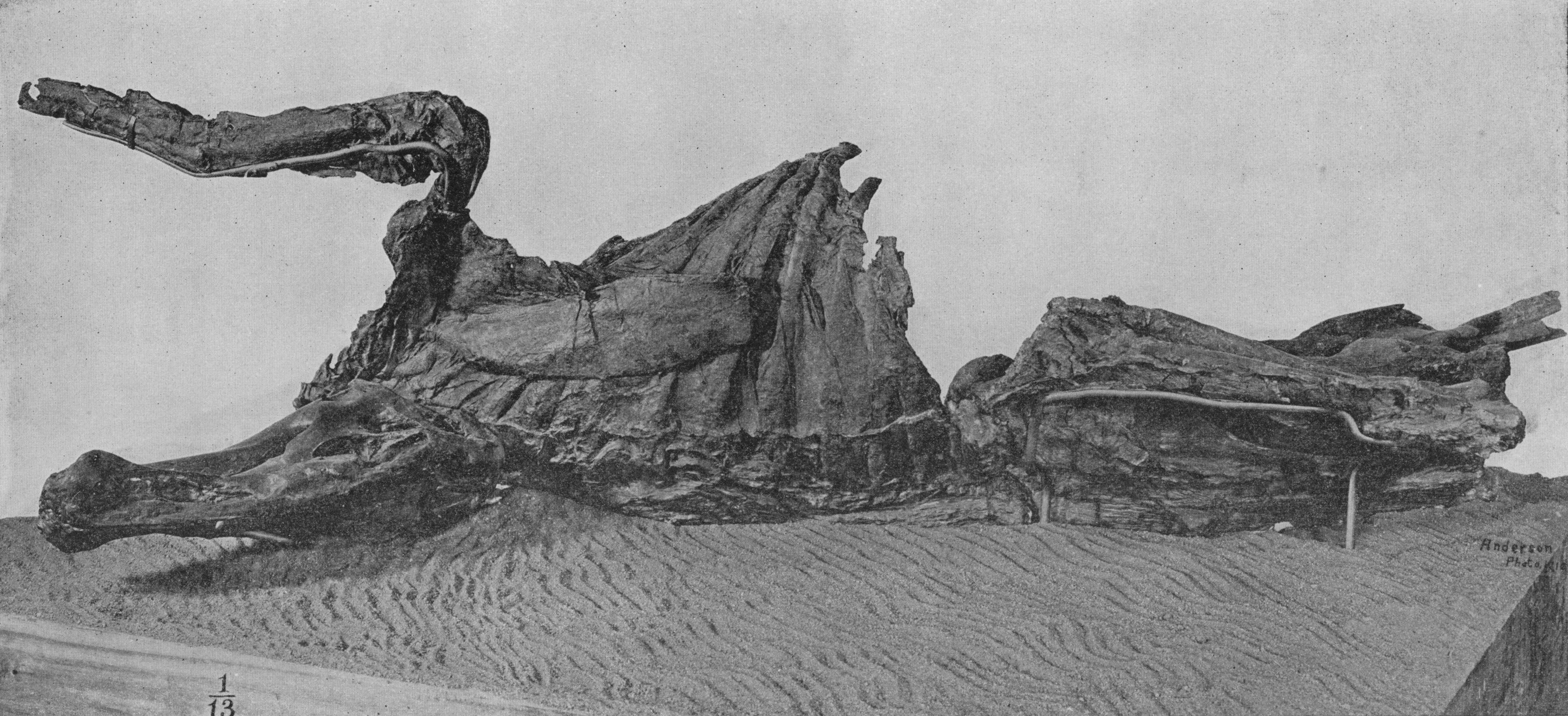
에드몬토사우루스의 미라
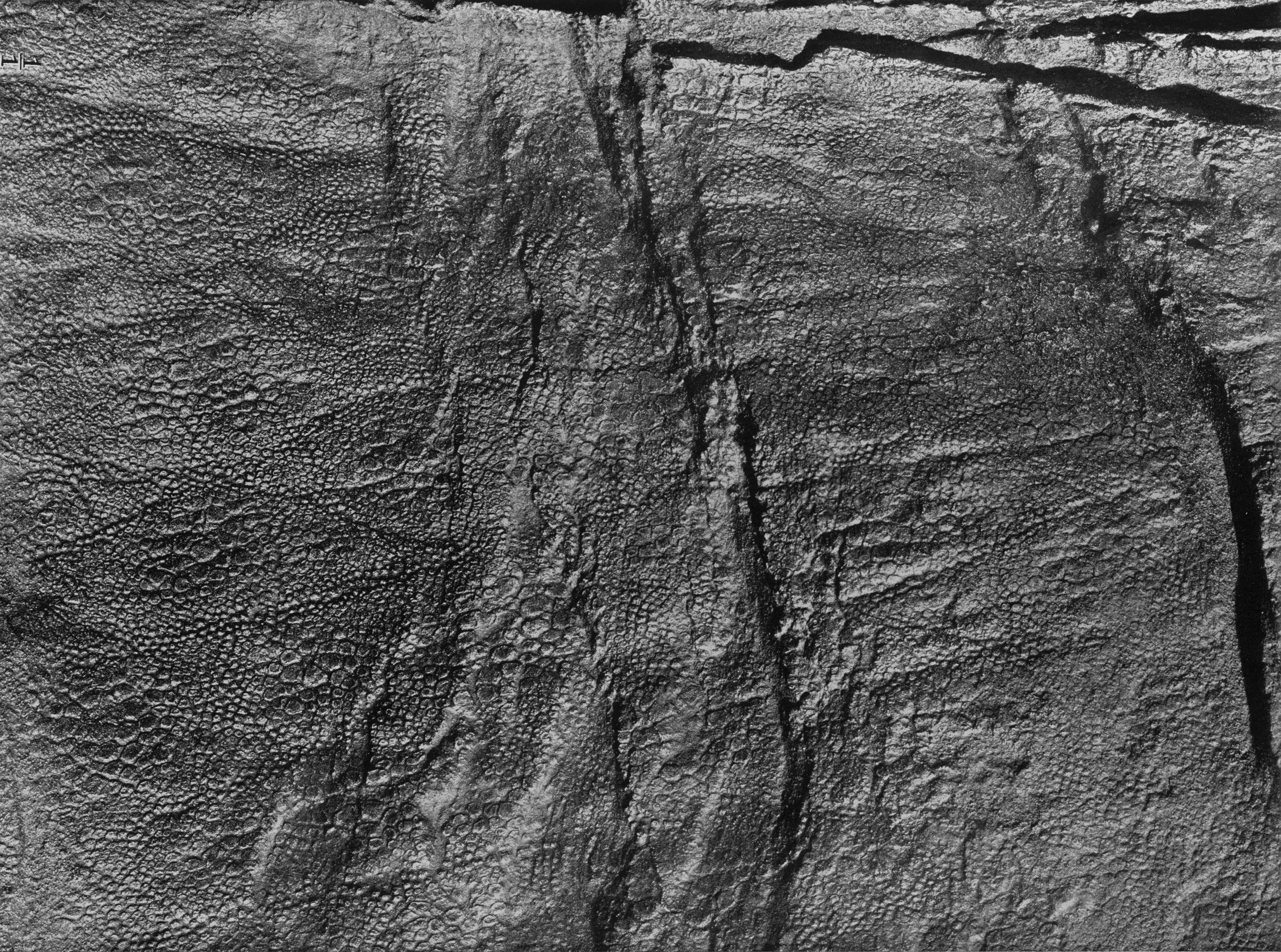
피부 화석